# Augustkuppet
Augustkuppet (19. august – 21. august 1991), var et kupforsøg mod Sovjetunionens præsident Mikhail Gorbatjov begået af medlemmer af den sovjetiske regering. Statskuppets ledere var en række yderligtgående medlemmer af Kommunistpartiet (bestående af bl.a. vicepræsidenten, premier-, indenrigs- og forsvarsministeren samt KGB-chefen), der mente at Gorbatjovs reformprogram var gået for vidt, og at en ny unionstraktat, som ville give USSR's 15 republikker vidtgående selvstyre og derved svække unionens enhed og det centrale magtapparat i Moskva. Selvom kuppet blev en fiasko efter kun tre dage, og Gorbatjov kom tilbage til magten, var kuppet med til at destabilisere Sovjetunionen, og det havde betydning for Sovjetunionens sammenbrud, hvilket besegledes med dannelsen af Fællesskabet af Uafhængige Stater (SNG) den 8. december 1991 og Gorbatjovs afgang som præsident 25. december samme år.
Augustkuppet brød sammen allerede i løbet af den 20.-21. august pga. dårlig planlægning, folkelig modstand, lydighedsnægtelse blandt de specialtropper, der skulle have angrebet republikken Ruslands regeringsbygning i Moskva, og Ruslands nyvalgte præsident Boris Jeltsins resolutte modstand mod kupforsøget. Den 22. august kunne en politisk svækket Gorbatjov, der selv havde udnævnt samtlige kupledere til deres poster, vende tilbage til Moskva. Kupmagerne blev arresteret, men sat på fri fod igen efter forundersøgelserne til den planlagte retssag mod dem. I februar 1994 fik de amnesti af det nyvalgte russiske parlaments underhus, Statsdumaen.